# Oligomenthus chilensis
Oligomenthus chilensis es una especie de arácnido del orden Pseudoscorpionida de la familia Menthidae.

## Distribución geográfica
Se encuentra en Chile.